# Epeios
Epeios (latinsky Epeus) je v řecké mytologii účastníkem trojské války, autor a tvůrce trojského koně.
Když ani v desátém roce trojské války nedosáhla ani jedna ze stran vítězství a bylo již obětováno mnoho bojovníků a nakonec i velkých hrdinných vojevůdců jako byli Patrokles, Hektór, Achilleus i Paris, panovala ve vojsku rozdílná nálada. Jedni se vyslovovali pro návrat domů, i když to nebylo v roli vítěze. Jinak ale smýšlela skupina bojovníků kolem ithackého krále Odyssea. Ten navrhoval použít lsti, když všechny ostatní prostředky již selhaly. Tak se také stalo.
Řekové budou předstírat, že s celým vojskem s nepořízenou odpluli. Zanechají však po sobě něco velmi neobvyklého, rozhodli, že to bude obrovský kůň. V jeho nitru se ukryjí bojovníci, jiní přimějí Trójany vtáhnout koně do města a poté budou otevřeny brány pro ukryté vojsko. Tak se stalo.
Stavby koně se ujal Epeios, Panopeův syn z Fókidy. Přijel do války s třiceti loďmi. Býval kdysi nosičem vody, dobrým pěstním zápasníkem, narodil se prý však jako zbabělec[ujasnit]. Byl velmi zdatný tesař. Ujal se práce na stavbě obrovského koně, jehož stavěl ze smrkových a jedlových prken. Podle některých zdrojů prý postavil břicho koně jako trup lodě, to vše stálo na vysokých nohou ve válcovitém podstavci. Kůň byl vyšší než kterákoliv z bran města, což byl záměr. V jednom boku byly skryté dveře, druhý bok byl ozdoben vyřezávaným věnováním bohyni Athéně: „V naději na bezpečný návrat domů věnují toto vděční Řekové bohyni“ (Graves, kap. 167).
Odysseus mezitím vybíral statečné muže, kteří se ukryjí v koni. Nebylo to jednoduché, i ti nejodvážnější váhali. Museli se na provazovém žebříku vyšplhat a padacími dveřmi dostat do jeho břicha. Počet mužů je uváděn velmi rozdílný, někdy 23, jindy 30 či 50 a vyslovena byla i nepravděpodobná čísla, např. tři tisíce mužů. Jmenováni jsou například tito bojovníci: Meneláos, Odysseus, Diomédes, Sthenelos, Akamás, Thoás a Neoptolemos. Epeia samotného museli dlouho přesvědčovat, vylezl prý až jako poslední a usadil se hned u dveří, protože jediný znal jejich ovládání.
Když nastal den, Trójané viděli hořící řecký tábor, žádné lodě v dohledu a na plání před městem obrovský dřevěný kůň. A hned dva názory – nechat být nebo vtáhnout do města. Odysseův plán podpořil Řek Sinón, který Trójanům namlouval důvody pro, na druhé straně věštkyně Kassandra, která tvrdila, že uvnitř koně jsou ozbrojenci (opět jí nikdo nevěřil) a věštec Láokoón, který silně varoval a pronesl slova o nedůvěře Řekům – Danaům, i když přinášejí dary – odtud rčení Danajský dar. Nikdo na věštce nedbal, navíc na Láokoóna poslali bohové dva silné jedovaté hady, kteří jeho a dva jeho syny na místě zardousili. Trójané z toho vycítili přízeň bohů a koně pracně dostali do města, i když k tomu museli pobořit bránu. Potom oslavovali konec války.
Když nakonec všechno usnulo, vyskákali muži z koně, otevřeli brány města zevnitř, Sinón dal ohňový signál vojsku a lodím a Řekové zuřivě vpadli do města, pálili a vraždili a když přišlo nové ráno, byla Trója zničené vypálené město. Válka skončila.